# 横浜市立港南中学校
横浜市立港南中学校(よこはましりつこうなんちゅうがっこう)は、神奈川県横浜市港南区港南中央通にある市立の中学校である。略称は港南中(こうなんちゅう)。この学校は標準服を導入している。
学区は横浜市立下永谷小学区、相武山小学区、桜岡小学区、吉原小学区、南台小学区、などで、生徒数は600人以上である。

## 沿革
- 1947年5月1日 - 開校　校舎は旧南青年学校校舎を転用(南区中里町)
- 1949年9月1日 - 現在地に校舎を新築し、第一期工事として普通教室10及び管理部門が落成し、これを第一港南中とし、日野、日下、永野小学校学区の生徒を収容し、中里校舎を第二港南中学として桜岡小学校の生徒を収容した。
- 1950年9月1日 - 第二期工事として普通教室10、特別教室2が増築されたので第一、第二を併合して再び横浜市立港南中学校となり、中里校舎は、大岡小学校の分校となる。
- 1955年9月28日 - 第三期工事として特別教室4が増築。
- 1957年2月27日 - 第四期工事として木造普通教室2と鉄筋コンクリート造職員事務室(階下学校図書館(階上))の増築が落成。
- 1960年3月24日 - パネル式パイプ造校舎2教室が落成。
- 1961年3月31日 - 鉄筋コンクリート4階建校舎9教室増築完成。
- 1962年6月23日 - 鉄筋コンクリート4階建校舎3教室増築完成。鉄筋コンクリート体育館兼講堂完成。
- 1965年7月         - プール完成。
  - 11月1日 - 横浜市立港南中学校永野分校が開設。

- 1967年4月1日 - 永野分校が横浜市立上永谷中学校として独立。

- 1969年3月31日 - 鉄筋コンクリート4階建校舎8教室増築完成。

- 1972年4月1日 - 横浜市立笹下中学校、本校校舎一部をして開校。
  - 5月31日 - 鉄筋コンクリート4階建9教室及び管理室等増築完成。
  - 6月13日 - 横浜市立笹下中学校校舎完成、本校より分離独立。

- 1973年11月12日 - 港南台第一方面校着工。

- 1974年5月30日 - 港南台第一中学校(仮称)校舎管理引き継ぎ。
  - 10月1日 - 横浜市立港南台第一中学校開校。
  - 11月20日 - 第9期校舎増築工事着工。

- 1975年7月21日 - 第9期増築工事完成。

- 1978年4月30日 - 学校施設利用のための更衣室設置。

- 1979年5月30日 - 社会福祉継続校の指定を受ける。

- 1979年8月7日 ~ 1980年3月14日 - 次の校舎の増改築工事が行われ完成を見る。
  - 鉄筋4階の普通教室2、音楽室、教材室に増改築。
  - 鉄筋3階の普通教室1、家庭科室を増改築。
  - 鉄筋2階の普通教室1、図書室を増改築。
  - 鉄筋1階の会議室、理科室、技術員室を増改築。
  - 特別教室として美術室、調理室を鉄筋校舎側に増築。
  - 飲料水専用の貯水槽を西側校地につくる。

- 1980年7月3日 - 柔道室改修。
  - 7月24日 - 木造校舎解体。

- 1982年1月20日 - 校庭東側道路拡張並びにフェンス工事完了。
  - 3月1日 - 部活振興会発展的にPTAと一体化する。
  - 4月22日 - 校庭土盛造成工事及び柔道室移設完了。
  - 10月15日 - 体育館改修並びにピロティを会議室へ改築完了。

- 1983年10月29日 - 木金工室解体。
  - 11月1日 - プール、格技場、木金工室一体化工事着工。

- 1984年6月15日 - 格技場・屋上プール棟工事完了。
  - 12月3日 - 防球ネット、校庭整備工事完了。

- 1985年9月3日 - 体育館屋根及び床板全面張り替え工事、第一音楽室床板全面張り替え工事完了。

- 1986年8月20日 - 夜間照明設置完了。

- 1995年12月7日 - 2階図書室を第2理科室に改築する工事、3階教室を図書室に改築する工事完了。

- 1999年11月11日 - 体育科｢選択制授業研究｣に対する表彰。

- 2000年2月       - 運動場改修工事完了。
  - 8月              - 校舎耐震工事完了。

- 2001年3月      - 多目的教室改修工事完了。
  - 8月             - 外壁剥落防止工事完了。

- 2002年2月      - 正門改修工事完了。
  - 3月             - 音楽室冷房工事完了。
  - 8月             - 屋上防水改修工事完了。
  - 8月             - 屋上運動場内壁改修工事完了。

- 2003年3月      - 防球ネット改修工事完了。

- 2005年8月      - 校舎外壁塗装工事完了。
  - 9月             - 揚水管工事完了。

- 2006年2月      - 来賓・職員用トイレ設置工事完了。
  - 2月             - 相談室改修設置工事完了。
  - 3月             - 柔道場新設工事・地下鉄非常階段工事。

- 2009年3月      - 体育館耐震工事完了。
- 3月             - 普通教室改造工事完了。

- 2011年9月      - 一般教室エアコン設置完了。

- 2012年11月20日 - 新図書室開館。

- 2017年4月1日 - 個別支援学級の開設。

- 2022年8月      - 校舎内照明LED化工事完了。

- 2023年4月      - 地域学校協働活動事業開設。
  - 10月           - 地域交流室完成。

## 教育目標
学び、考え、共に生きる
1. 学ぶことの楽しさを知り、その学びを活かして夢の実現に向けて努力する子どもを育てます。
2. 主体的・計画的に学力や体力の向上を図り、より良い生活環境や人間関係を自ら考え実現させる子どもを育てます。
3. 互いの個性を尊重し、共生の意識を醸成する中で、世界に目を向けた広い視野を持ち心豊かに生きる子どもを育てます。

## 校歌[1]
校歌は作詞は港南中学校、作曲は小船幸次郎が、行った。

## 校章[2]

### 校章の由来
５０周年を迎えたことを機に、それまでのシンボルマークを、新しい校章としました。
港南の頭文字「K」を、カモメと波のデザインによって表しています。
新しい時代の波にたくましく羽ばたく生徒たちの姿を象徴しています。

## 生徒手帳
令和6年度までは冊子型の生徒手帳だったが、令和7年度からはカード型の生徒証になった。

## 主な学校行事[3]
- 4月   着任式、離退任式、始業式、入学式
- 5月   学校運営協議会、自然教室(2年)、校外学習(1年)
- 6月   国際平和スピーチコンテスト、修学旅行(3年)、生徒総会
- 7月   終業式
- 8月   始業式
- 9月   第2回学校運営協議会

- 10月 黎明祭体育の部(体育祭)、黎明祭文化の部(文化祭)
- 11月 生徒会役員選挙
- 12月 学校保健委員会、終業式
- 1月    始業式
- 2月    第3回学校運営協議会
- 3月    修了式

## 部活動[4]
運動系
- ソフトテニス部(男女)
- バレーボール部(女子)
- バスケットボール部(男女)
- 水泳部
- ソフトボール部
- 野球部
- 柔道部
- 陸上部
- 卓球部
- サッカー部

文化系
- 吹奏楽部
- 美術部
- 演劇部
- 華道部
- 生物部

## 委員会[5]
- 生徒会本部
- 選挙管理委員会
- 学級委員
- 生活委員
- 保険美化委員
- 報道委員
- 図書委員
- 体育委員
- 文化委員